# Peloptoribula spinulosa
Peloptoribula spinulosa är en kvalsterart som beskrevs av Sandór Mahunka 1984. Peloptoribula spinulosa ingår i släktet Peloptoribula och familjen Multoribulidae. Inga underarter finns listade i Catalogue of Life.